# European Convention for Constructional Steelwork
Die  European Convention for Constructional Steelwork (ECCS) ist eine europäische Vereinigung für die Förderung des Stahlbaus, die 1955 in Zürich gegründet wurde, parallel zur Gründung der EU (damals Europäische Kommission für Kohle und Stahl). 18 nationale Organisationen sind volle Mitglieder, für Deutschland der DSTV (Deutscher Stahlbau-Verband). Die ECCS ist eine Non-Profit-Organisation.
Es gibt einen Executive Board und Promotional und Technical Management Boards. Das Generalsekretariat ist seit 1978 in Brüssel.
Sie veranstalten einen jährlichen Kongress, geben Empfehlungen heraus, arbeiteten an den europäischen Normen mit und unterhalten mehrere technische Arbeitsgruppen. Es gibt ein Brücken-Komitee. Offizielles Organ für Veröffentlichungen ist Steel Construction (Ernst und Sohn). Die ECCS veröffentlichen unter anderem Eurocode Design Manuals.
Die Arbeitsgruppen sind zurzeit (einige sind nicht mehr aktiv): TC 3 (Feuersicherheit), TC 6 (Ermüdung und Brüche), TC 7 (kaltgeformter dünnwandiger Stahl in Gebäuden), TC 8 (Strukturelle Stabilität), TC 9 (Produktion und Errichtung), TC 10 (Strukturelle Verbindungen), TC 11 (Stahlverbundkonstruktionen), TC 13 (Erdbeben), TC 14 (Nachhaltigkeit und ökologische Aspekte), TC 16 (Windenergie-Bauten).
Ältere Arbeitsgruppen, die zurzeit nicht aktiv sind, aber Berichte veröffentlichten: TC 1 (Strukturelle Sicherheit), TC 2 (Aluminiumlegierungs-Strukturen), TC 4 (Oberflächenschutz), TC 5 (CAD/CAM), TC 12 (Wind), TC 14 (Errichtung), TC 15 (Architektur- und Tragwerksentwurf, Innovationen, moderne Technologien)
Hauptziel ist die Propagierung von Stahl als Baustoff, der unmittelbar nach dem Zweiten Weltkrieg eine begrenzte Ressource in Europa war und deshalb vom Stahlbeton stark zurückgedrängt wurde.
Sie vergeben den Charles-Massonnet-Preis (an Wissenschaftler, ab 1998) und Silbermedaillen (ihre höchste Auszeichnung, für besondere Verdienste um die Gesellschaft, seit 1964 vergeben), einen europäischen Brückenpreis (ab 2008) für Stahlbrücken, Design-Awards für Bauwerke (European Steel Design Award, seit 1997 alle zwei Jahre).
Die auf Initiative von Karl-Eugen Kurrer 2008 im Verlag Ernst & Sohn begründete Zeitschrift Steel Construction - Design and Research ist seit 2010 die offizielle Mitgliederzeitschrift der ECCS.